# Roselawn
Roselawn é uma Região censo-designada localizada no estado americano de Indiana, no Condado de Jasper e Condado de Newton.

## Demografia
Segundo o censo americano de 2000, a sua população era de 3933 habitantes.

## Geografia
De acordo com o United States Census Bureau tem uma área de
21,0 km², dos quais 21,0 km² cobertos por terra e 0,0 km² cobertos por água.

## Localidades na vizinhança
O diagrama seguinte representa as localidades num raio de 20 km ao redor de Roselawn.